# 트랜스포존

박테리아의 트랜스포존

트랜스포존(영어: transposon)은 게놈 내에서 위치를 이동할 수 있는 유전자로 약재 내성 등의 유전자를 가지고 있으며, 전이되는 형태를 띤다. 전이인자(轉移因子, 영어: transposable element), 전이성 유전인자(轉移性遺傳因子),  전위요소(轉位要素), 점핑 유전자(영어: jumping gene)라고도 한다. 트랜스포존은 진핵생물의 염기 서열 중 많은 비암호화 염기 서열이 유전자 발현 조절에 포함되어 있다. 진핵생물의 유전체는 염색체의 한 위치를 떠날 수 있고, 완전히 다른 부위로 이동할 수 있는 전이인자를 가지고 있다. 사람의 DNA 중 45%가 전이인자이다.

## 트랜스포존의 발견
바버라 매클린톡은 “옥수수에서 이동성 유전인자(transposable element)의 발견”이라는 위대한 업적으로, 1983년 노벨 생리학·의학상을 단독으로 수상한 첫 번째 여성 과학자이며, 세계에서 가장 뛰어난 세포유전학자 중 한 사람이다. 매클린톡의 이동성 유전인자, 일명 “점프하는 유전자(jumping gene)”의 발견은 멘델의 유전법칙만큼 중요한 의미를 가지고 있어 생명과학의 모든 분야와 유전공학의 중요한 뿌리가 되고 있다.

## 트랜스포존(이동성 유전인자)의 정의
염색체의 한 위치를 떠날 수 있고, 완전히 다른 부위로 이동할 수 있는 전이인자로 정의된다.

## 트랜스포존(이동성 유전인자)의 구조와 기능, 특징[1]
1. 옮겨다니면서 돌연변이를 일으키거나 게놈에서의 DNA의 양을 증가 또는 감소시킨다.
2. 사람의 경우 특히 45% 정도의 높은 비율로 전이인자를 가지고 있으며 프로모터로의 역할, 인핸서(enhancer)로의 역할, microRNA 서열 제공, poly A tail 신호 제공과 같은 다양한 역할을 수행하고 있다.
3. 이동성 유전인자가 제공하는 새로운 프로모터에 의해 새로운 전사 산물이 생겨나서 새로운 표현형을 유발한다.
4. 양 끝에 보통 10~50염기쌍의 역방향배열을 가지고 내부에는 이 말단의 역방향배열을 인식하여 이동을 담당하는 효소인 트랜스포사제(transposase)를 코드한다.
5. 해리체(dissociator, Ds)와 활성화 인자(activator, Ac)가 존재한다. 실제로 해리체가 염색체의 절단을 일으키기 위해서는 활성화 인자가 필요하다. 때문에 Ac를 자율 인자(autonomous element), Ds를 비자율 인자(nonomous element)라고 부르기도 한다.
6. 해리체와 활성체는 자신들을 다른 영역에 삽입하여 DNA를 바꾸고 가까이 있는 유전자의 정상적인 기능을 활성화 하거나 비활성화 한다. 이동성 유전인자가 구조유전자를 비활성화하는 현상을 적극적으로 이용하여 미지의 구조유전자를 알아낼 수도 있다.

## 레트로트랜스포존[2]
RNA를 매개체로 유전체 내에서 이동하는 전위인자로 트랜스포존 돌연변이에 속한다. 식물에 다양하게 존재한다고 한다. 사람의 게놈은 42%정도가 레트로 트랜스포존으로 이루어져 있다.

### 레트로 트랜스포존, 프로바이러스의 형성
레트로바이러스(retrovirus)는 사람 세포에 침입해 RNA 단일가닥을 DNA 이중가닥으로 역전사 한 뒤 게놈 안에 끼어들어가 프로바이러스(provirus) 상태가 된다. 일단 게놈에 안착한 바이러스는 마치 유전자가 발현하듯이 전사를 통해 게놈을 증식하게 된다. 인간면역결핍바이러스(HIV), 즉 에이즈바이러스가 바로 레트로바이러스다.
부모의 생식세포가 레트로바이러스에 감염돼 프로바이러스가 존재하는 상태의 게놈을 물려받을 수 있다. 자손이 물려받은 프로바이러스인 내인성 레트로바이러스는 레트로트랜스포존의 한 유형으로 사람의 게놈에서 8%를 차지한다. 물론 이 가운데 대다수는 돌연변이가 축적돼 활성을 잃은 ‘화석’ 상태, 즉 정크 DNA이다.

### 레트로 트랜스포존, 프로바이러스의 발현 방지 기작
하지만 전이성 인자는 유전자나 유전자의 발현조절 부위에 끼어 들어가면 심각한 결과를 초래할 수 있다. 따라서 세포는 게놈 속에서 레트로트랜스포존이 발현되지 못하도록 여러 조치를 취하고 있다. 먼저 DNA 메틸화나 히스톤 단백질 탈아세틸화로 발현을 억제하고 설사 발현됐을 경우도 전사된 물질을 인식해 파괴하는 RNA 간섭 시스템을 준비하고 있다.

### 프로바이러스의 이점
내인성 레트로바이러스는 나쁘지만은 않다. 내인성 레트로바이러스는 항체를 만드는 B세포의 성숙을 돕는다. 항원이 B세포 표면의 수용체에 달라붙으면 일련의 과정을 거쳐 내인성 레트로바이러스의 전사가 일어나고 RNA 단일가닥이나 역전사된 DNA 이중가닥이 신호로 작용해 B세포를 성숙시켜 항체를 만들게 하기도 한다.